# Koriacy
Koriacy (нымылан) – lud zaliczany do paleoazjatyckch, zamieszkujący głównie Koriację, część Kraju Kamczackiego. Blisko spokrewniony z Czukczami. 
Liczebność osób deklarujących przynależność do narodowości koriackiej wykazuje tendencję spadkową:
- 8942 – spis powszechny FSRR w 1989 r.;
- 8743 – spis powszechny Federacji Rosyjskiej w 2002 r.;
- 7953 – spis powszechny Federacji Rosyjskiej w 2010.

Jedynie połowa z nich używa własnego języka, pozostali posługują się rosyjskim. 
Koriacy zamieszkują we wschodniej Syberii (Rosja), głównie półwysep Kamczatka w jego północnej części, gdzie w 1930 roku utworzono Koriacki Okręg Autonomiczny. Poza tym żyją w obwodzie magadańskim i Czukockim Okręgu Autonomicznym.

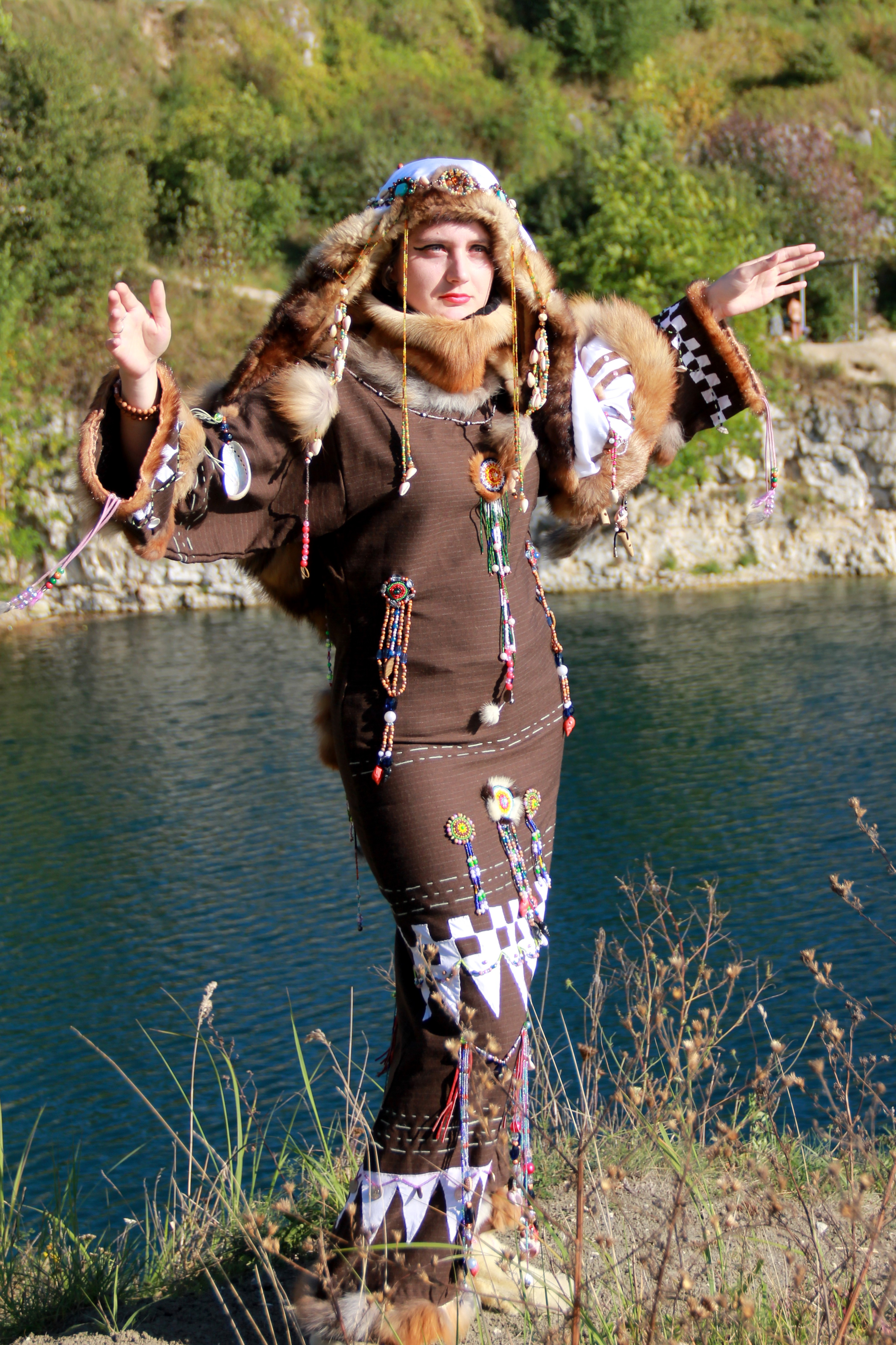
Strój koriacki

Od XVIII wieku wyznają prawosławie, zachowali jednak liczne przeżytki poprzedniej religii – szamanizmu. 
Koriacy tradycyjnie dzielą się na dwie grupy. Jedną z nich stanowią zamieszkujący w głębi lądu półkoczownicy, zajmujący się głównie hodowlą reniferów; w czasach ZSRR część z nich przeszła na życie osiadłe, prowadząc działalność gospodarczą w obrębie kołchozów, zaś po rozpadzie tego kraju i kryzysie gospodarczym powróciła do tradycyjnego trybu życia. Druga grupa Koriaków tradycyjnie prowadzi osiadły tryb życia, zamieszkuje stałe osiedla na wybrzeżu i zajmuje się głównie polowaniami na morskie ssaki i rybołówstwem.